# Plaquette van N.A. Oostinga
De plaquette van N.A. Oostinga is een Nederlands oorlogsmonument in Tiel ter nagedachtenis aan Nicolaas Adriaan Oostinga (Blokzijl, 8 december 1881 - Tiel, 24 december 1944), de directeur van het post- en telegraafkantoor in Tiel, die tijdens de Tweede Wereldoorlog bij een represaille door de Duitsers werd gegijzeld en gefusilleerd.

## Ontstaansgeschiedenis

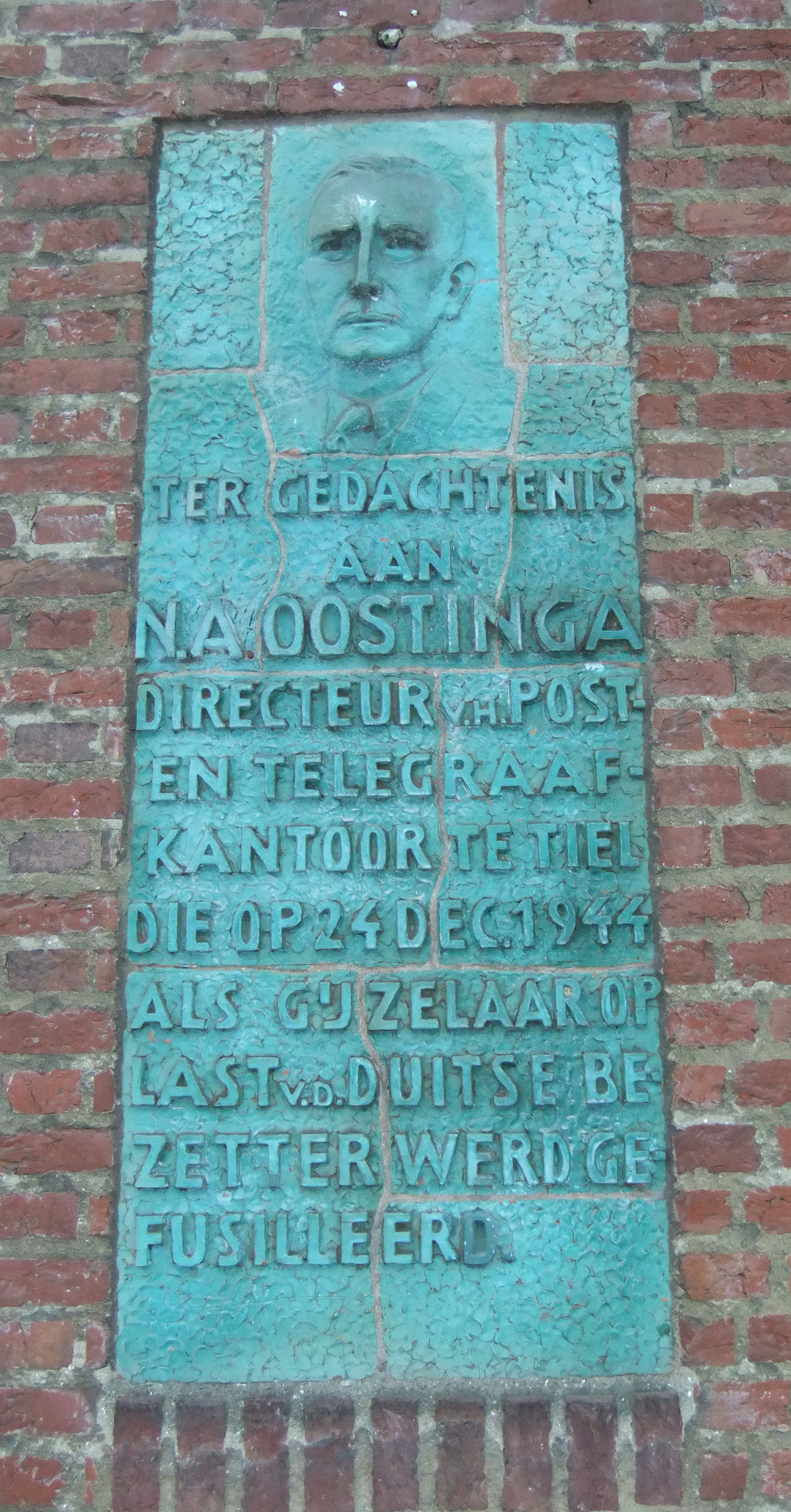
Plaquette van N.A. Oostinga

Het monument is ontstaan naar aanleiding van de fusillade die plaatsvond op 24 december 1944 in Tiel. Hierbij werden vijf mannen (W. van den Bogaard, J.J. Daalderop, I. Dasberg, N.A. Oostinga en C. Weijman) gefusilleerd op de binnenplaats van de plaatselijke gevangenis. De voorgeschiedenis van deze gebeurtenis had te maken met de inval van de Duitse Sicherheitsdienst in het huis van de familie Van Elzen in de Papesteeg op 21 december van hetzelfde jaar. In dit pand bevond zich een ondergedoken piloot van de Royal Air Force. Daarnaast was dit gebouw ook het onderkomen van een aantal zaken waar het verzet veel waarde aan hechtte. Dit waren onder andere kaarten, documenten, wapens en microfilms. Bij de inval werden de piloot en mevrouw van Elzen gearresteerd, terwijl de belangrijke spullen niet werden gevonden. Het verzet was bang dat mevrouw van Elzen informatie zou loslaten over de spullen en het verzet. Om dit te voorkomen is haar man J. van Elzen samen met de verzetsmannen Oostendorp en Brinkman diezelfde middag nog naar het bureau gegaan en hebben daar mevrouw van Elzen bevrijd.
In eerste instantie was de reactie van de plaatselijke commandant Dewald dat honderd Tielenaren gefusilleerd moesten worden én dat twintig willekeurige gebouwen van enig formaat moesten worden platgebrand. Na bemoeienis van de NSB-burgemeester Beekman werd het aantal personen dat gearresteerd werd teruggebracht tot vijf. Pater Preller bezocht deze vijf mannen nog en bood zelfs tevergeefs aan hun plaats in te nemen. Zij zouden namelijk gefusilleerd worden wanneer de daders niet waren gevonden voor 24 december 12.00 uur. Toen dit het geval bleek te zijn, werden de vijf mannen, tegen de verwachting van het verzet in, op de binnenplaats van de gevangenis gefusilleerd.
Nadat in 1952 een aanvraag was gedaan bij de Provinciale Commissie voor oorlogs- of vredesgedenktekens in Gelderland, is in 1953 een herdenkingsplaquette onthuld ter nagedachtenis van N. A. Oostinga, een van de vijf slachtoffers van de fusillade. Het monument is ontworpen door Jac Maris, een beeldhouwer uit Heumen.

## Locatie en vormgeving
Het monument is een bronzen plaquette die is ingemetseld in de buitenmuur vlak naast de oude ingang van het voormalige post- en telegraafkantoor aan Hoogeinde 13 in het binnenstad van Tiel. De plaquette bevat een portret van de heer Oostinga, samen met de tekst:
Ter gedachtenis aan N.A. Oostinga
directeur v.h. post- en telegraafkantoor te Tiel
die op 24 december 1944 als gijzelaar
op last v.d. Duitse bezetter werd gefusilleerd.

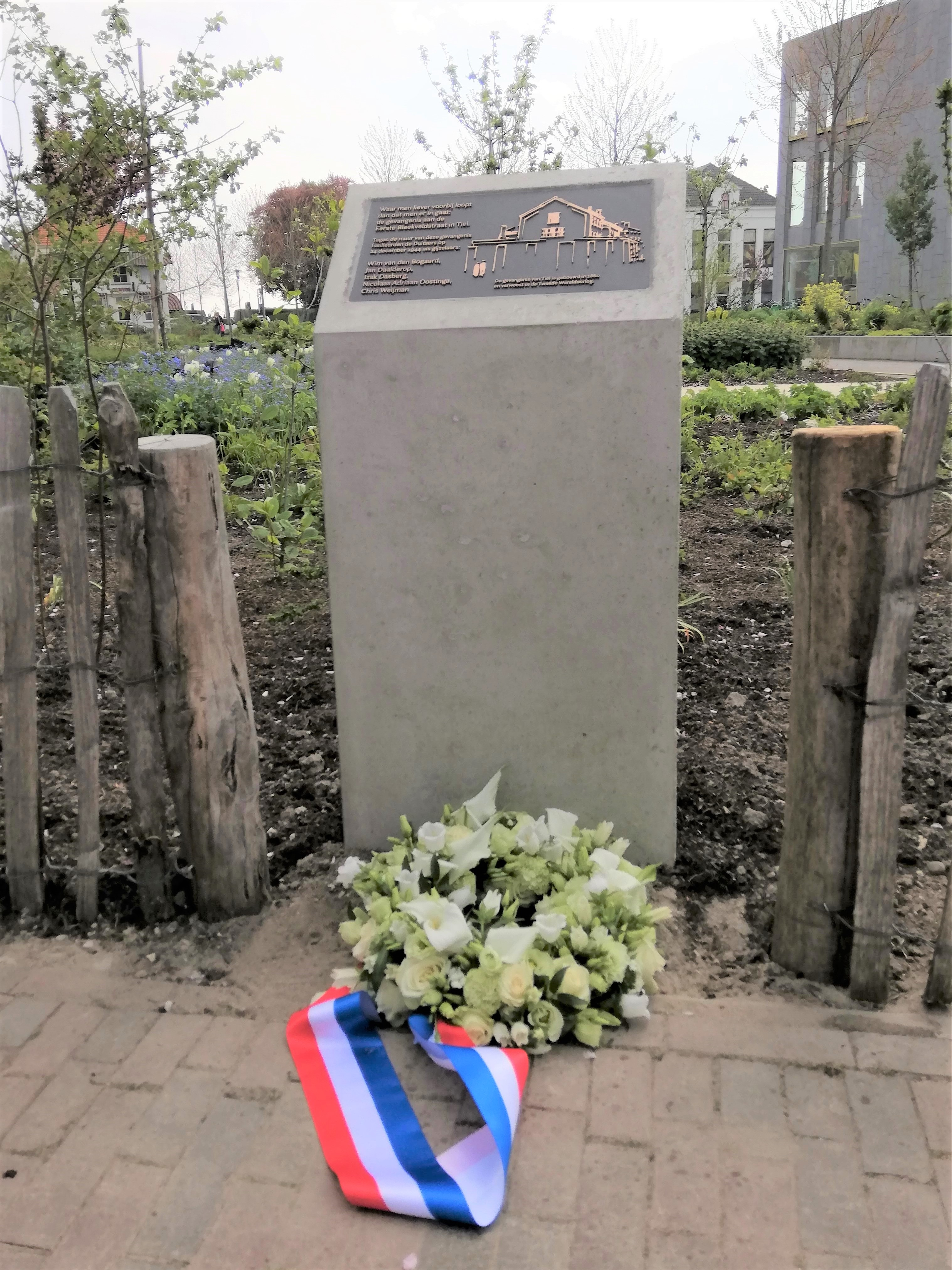
Gedenkteken voor de gefusilleerden

In 2022 is een gedenkteken voor de vijf gefusilleerden geplaatst in vlindertuin De Zindering, waar tot 1947 de gevangenis stond.